# ريك هان
ريك هان (بالإنجليزية: Rick Hahn)‏ هو وكيل رياضي أمريكي، ولد في 20 مارس 1971 في وينتكا في الولايات المتحدة.